# Bateau de Kvalsund

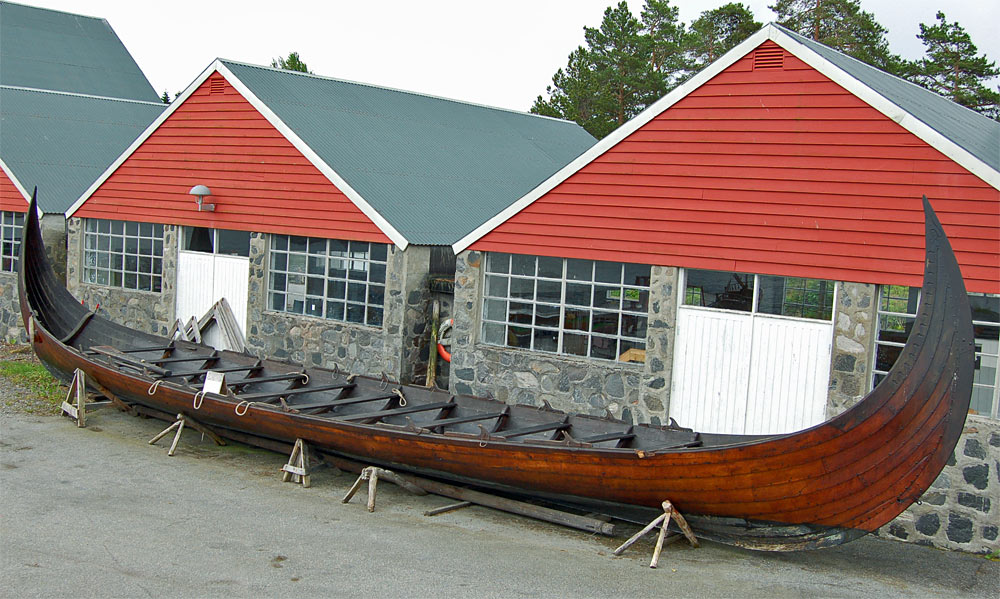
Replique d'un bateau de Kvalsund

Le Bateau de Kvalsund (en norvégien : Kvalsundskipet) (ou Kvalsund 2) est un bateau viking à bordages à clin trouvé en 1920 sur l'île de Nerlandsøya, dans un marais du village de Kvalsund,  commune de Herøy dans le comté de Møre og Romsdal.
Ce bateau est un genre de long færing, sans mât et voile carrée, datant du VIIe siècle. Un autre bateau à rames plus petit appelé Kvalsundfæringen (no) (ou Kvalsund 1) a été trouvé en même temps.[réf. nécessaire]

## Découverte
Le Bateau de Kvalsund 2 a une longueur de 18 m, une largeur maximum de 3,2 m et un tirant d'eau de 0,78 m. Il est en bois de chêne et de pin, et l'épave récupérée se compose d'une partie de la coque, de la proue, de planches de fond et de huit listons de chaque côté. Il ne porte aucune trace de guide de mât mais est prévu pour 10 paires de rames. Il est aussi équipé d'un aviron-gouvernail sur le tribord arrière latéral. Son équipage était alors d'au moins 21 hommes. L'une des planches de fond, avec un renfort en dessous, a également été conçu de sorte qu'elle pouvait être utilisé comme planche de quille.
Le site a été fouillé pendant trois semaines en juillet 1920, sous la direction de l'archéologue norvégien Haakon Shetelig (no). Toutes les pièces ont été photographiées sur site puis ont été traitées à l'huile de lin avant d'être transportées en bateau jusqu'au musée de Bergen.

## Construction d'une réplique
En 1973, une copie à l'identique a été réalisé pour être exposée au Sunnmøre Museum (no) à Ålesund.
Une copie du plus petit bateau est exposée au Herøy Kystmuseum.